# El Santiago
El Santiago är en ort i Mexiko.   Den ligger i kommunen Xochistlahuaca och delstaten Guerrero, i den sydöstra delen av landet, 300 km söder om huvudstaden Mexico City. El Santiago ligger 359 meter över havet och antalet invånare är 669.
Terrängen runt El Santiago är kuperad. Runt El Santiago är det ganska glesbefolkat, med 50 invånare per kvadratkilometer. Närmaste större samhälle är Guadalupe Victoria, 2,6 km öster om El Santiago. Omgivningarna runt El Santiago är en mosaik av jordbruksmark och naturlig växtlighet.